# Takakia
Takakia is het enige geslacht van mossen in de familie Takakiaceae, in de orde Takakiales en in de klasse Takakiopsida. Het geslacht Takakia heeft twee soorten. 
De soorten worden aangetroffen op koude en vochtige standplaatsen. Het aantal chromosomen van de gametofyt: n=4. Takakia wordt beschouwd als een 'primitief' mos met nog niet volledig opgehelderde verwantschappen.

## Bouw
De planten hebben ongeveer 10-15 mm hoge, uit horizontale, kruipende assen (die wel "stolonen" genoemd worden) met opstijgende stengels (cauloïden) met daarop tot in drie rijen verspreid staande blaadjes (fylloïden), die uit twee tot vier priemvormige, meer cellen dikke slippen bestaan. Rizoïden ontbreken volledig. Vaak zijn groepjes slijmcellen aanwezig.
De sporofyt bestaat uit een goed ontwikkelde seta en een sporenkapsel dat een columella heeft en een huikje. Een peristoom ontbreekt, maar het sporenkapsel opent zich met een scheef-overlangse spleet.

## Geschiedenis
In 1861 werd Lepidozia ceratophylla Mitt. beschreven uit Sikkim als een levermos. F. Stephani was in 1909 van mening dat het om een alg ging, doordat slechts weinig materiaal van de eerst ontdekte soort aanwezig was.
Door S. Hattori en H. Inoue werd na lange vergetelheid tot 1958 T. lepidozioides Hatt. et Inoue als nieuwe soort beschreven op grond van door Takaki in 1957 verzameld materiaal. In ditzelfde jaar wordt ook materiaal gevonden met archegonia.
Lepidozia ceratophylla wordt in 1968 door R. Grolle overgebracht naar het geslacht Takakia als T. ceratophylla (Mitt.) Grolle. Op grond van de eenvoudige bouw, de aanwezigheid van olielichaampjes of -druppels in de cellen, het lage aantal chromosomen, de alleenstaande archegonia en de drierijige bladstand werd Takakia gerekend tot de levermossen, met als nauwst verwante groep de orde van de Calobryales met de geslachten Haplomitrium en Calobryum. Deze geslachten hebben in drie rijen geplaatste ongeveer gelijke blaadjes van slecht een cellaag dik.
Bij de later ontdekte soort, T. lepidozioides Hatt. & Inoue, werden als eerste vrijstaande, gesteelde archegonia ontdekt. Tot nu toe zijn van deze soort de antheridia onbekend. 
Van T. ceratophylla (Mitt.) Grolle zijn antheridia en archegonia wel bekend, evenals de kapsels. De kapsels hebben een groene kapselsteel en ze gaan bij rijpheid open met twee overlangse spleten. Toen de sporenkapsels voor het eerst beschreven zijn van exemplaren verzameld in 1993 op Atka (een eiland behorend tot de Aleoeten), bleek dat het om een bladmos ging, weliswaar met een afwijkend sporenkapsel die zich opent met een spleet, die diagonaal over het kapsel loopt.
Een gedeeltelijke stamboom ziet er voorlopig als volgt uit: